# کوچه ملی
کوچه ملی (با نام کنونی‌ باربد) کوچه‌ای به درازای ۲۰۰ متر در خیابان لاله‌زار است که گراند هتل پرآوازه تهران در نبش آن جای گرفته ‌است. در این گذر افزون بر گراند هتل، سینماهای شش‌گانه (شهرزاد، متروپل، جهان، نادر، اطلس و فردوسی)، سالن تئاتر و کاباره مولن‌روژ (شهرزاد) هم وجود داشته که برای شهروندان آن دوران پیش از انقلاب ۵۷، خاطره‌انگیز است. این سینماها اکنون یا ویران شده‌اند یا تغییر کاربری داده‌اند.
کوچه ملی پاتوق فرهنگی و هنری بود که با وجود تعطیلی و متروک شدن سینماهایش هنوز هم علاقه‌مندان بسیاری را به یاد گذشته و با هدف خاطره‌بازی به سوی خود می‌کشاند.
نام کوچه ملی به ویژه در ترانه‌ها، نوستالژی دورانی را یادآوری می‌کند که خیابان لاله‌زار زنده و مرکز فرهنگ و هنر تهران به شمار می‌رفت. از جمله این آثار می‌توان به ترانه «کوچه ملی» که توسط رضا یزدانی خوانده شده است یا فیلم کوچه ملی به کارگردانی مهرشاد کارخانی اشاره کرد.

## بن‌مایه
1. ↑  «کوچه ملی کجاست؟». تارنمای چمدان. ۹ تیر ۱۳۹۸.
2. ↑  
«تاریخ‌نگاری کوچه‌های قدیمی و معروف شهر». همشهری‌آنلاین. ۱۴ تیر ۱۴۰۱.
3. ↑  «تاریخ‌نگاری کوچه‌های قدیمی و معروف شهر». همشهری‌آنلاین. ۱۴ تیر ۱۴۰۱.
4. ↑  «ترانه «کوچه ملی»». ساندکلاود. دریافت‌شده در ۸ بهمن ۱۳۹۹.
5. ↑  «کوچه ملی». سوره‌سینما. دریافت‌شده در ۳۰ اوت ۲۰۱۳.